# Pohár vítězů pohárů 1991/1992
Sezóna 1991/92 Poháru vítězů pohárů byla 32. ročníkem tohoto poháru. Vítězem se stal tým SV Werder Bremen.

## Předkolo
| Domácí v 1. zápase | Celkem | Hosté v 1. zápase    | 1. zápas | 2. zápas |
| ------------------ | ------ | -------------------- | -------- | -------- |
| Stockerau          | 0 – 2  | Tottenham Hotspur FC | 0 – 1    | 0 – 1    |
| Galway United FC   | 0 – 7  | Odense BK            | 0 – 3    | 0 – 4    |

## První kolo
| Domácí v 1. zápase     | Celkem   | Hosté v 1. zápase    | 1. zápas | 2. zápas      |
| ---------------------- | -------- | -------------------- | -------- | ------------- |
| Fyllingen              | 2 – 8    | Atlético Madrid      | 0 – 1    | 2 – 7         |
| Athinaikos FC          | 0 – 2    | Manchester United FC | 0 – 0    | 0 – 2(prodl.) |
| GKS Katowice           | (v)3 – 3 | Motherwell FC        | 2 – 0    | 1 – 3         |
| Omonia                 | 0 – 4    | Club Brugge KV       | 0 – 2    | 0 – 2         |
| Bacău                  | 0 – 11   | SV Werder Bremen     | 0 – 6    | 0 – 5         |
| PFK Levski Sofia       | 3 – 7    | Ferencváros          | 2 – 3    | 1 – 4         |
| Stahl Eisenhüttenstadt | 1 – 5    | Galatasaray SK       | 1 – 2    | 0 – 3         |
| Odense BK              | 1 – 4    | Baník Ostrava        | 0 – 2    | 1 – 2         |
| Glenavon FC            | 4 – 4(v) | Ilves                | 3 – 2    | 1 – 2         |
| PFK CSKA Moskva        | 2 – 2(v) | AS Roma              | 1 – 2    | 1 – 0         |
| Norrköping             | 6 – 1    | Jeunesse Esch        | 4 – 0    | 2 – 1         |
| Swansea City           | 1 – 10   | Monaco               | 1 – 2    | 0 – 8         |
| Valur                  | 1 – 2    | Sion                 | 0 – 1    | 1 – 1         |
| Partizani Tirana       | 0 – 1    | Feyenoord            | 0 – 0    | 0 – 1         |
| Hajduk Split           | 1 – 2    | Tottenham Hotspur FC | 1 – 0    | 0 – 2         |
| Valletta               | 0 – 4    | FC Porto             | 0 – 3    | 0 – 1         |

- Werder Bremen zvítězil v Západoněmeckém poháru.
- Stahl Eisenhüttenstadt zvítězil ve Východoněmeckém poháru.

## Druhé kolo
| Domácí v 1. zápase   | Celkem      | Hosté v 1. zápase    | 1. zápas | 2. zápas      |
| -------------------- | ----------- | -------------------- | -------- | ------------- |
| Atlético Madrid      | 4 – 1       | Manchester United FC | 3 – 0    | 1 – 1         |
| GKS Katowice         | 0 – 4       | Club Brugge KV       | 0 – 1    | 0 – 3         |
| SV Werder Bremen     | 4 – 2       | Ferencváros          | 3 – 2    | 1 – 0         |
| Galatasaray SK       | (v)2 – 2    | Baník Ostrava        | 0 – 1    | 2 – 1         |
| Ilves                | 3 – 6       | AS Roma              | 1 – 1    | 2 – 5         |
| Norrköping           | 1 – 5       | Monaco               | 1 – 2    | 0 – 3         |
| Sion                 | 0 – 0(pen.) | Feyenoord            | 0 – 0    | 0 – 0(prodl.) |
| Tottenham Hotspur FC | 3 – 1       | FC Porto             | 3 – 1    | 0 – 0         |

## Čtvrtfinále
| Domácí v 1. zápase | Celkem   | Hosté v 1. zápase    | 1. zápas | 2. zápas |
| ------------------ | -------- | -------------------- | -------- | -------- |
| Atlético Madrid    | 4 – 4(v) | Club Brugge KV       | 3 – 2    | 1 – 2    |
| SV Werder Bremen   | 2 – 1    | Galatasaray SK       | 2 – 1    | 0 – 0    |
| AS Roma            | 0 – 1    | Monaco               | 0 – 0    | 0 – 1    |
| Feyenoord          | 1 – 0    | Tottenham Hotspur FC | 1 – 0    | 0 – 0    |

## Semifinále
| Domácí v 1. zápase | Celkem   | Hosté v 1. zápase | 1. zápas | 2. zápas |
| ------------------ | -------- | ----------------- | -------- | -------- |
| Club Brugge KV     | 1 – 2    | SV Werder Bremen  | 1 – 0    | 0 – 2    |
| Monaco             | (v)3 – 3 | Feyenoord         | 1 – 1    | 2 – 2    |

## Finále
| 6. května 1992                    |       |        |                                                                        |
| SV Werder Bremen                  | 2 – 0 | Monaco | Estádio da Luz, Lisabon diváci: 16 000 rozhodčí: Pietro d'Ella (Italy) |
| Klaus Allofs 40' Wynton Rufer 55' |       |        | Estádio da Luz, Lisabon diváci: 16 000 rozhodčí: Pietro d'Ella (Italy) |

## Vítěz
| Pohár vítězů pohárů 1991/92 SV Werder Bremen Jürgen Rollmann, Uli Borowka, Rune Bratseth, Manfred Bockenfeld, Miroslav Votava , Thomas Wolter, Dieter Eilts, Klaus Allofs, Wynton Rufer, Marco Bode, Frank Neubarth, Thomas Schaaf, Stefan Kohn Trenér: Otto Rehhagel |